# Самадов, Абдужалил Ахадович
Абдужалил Ахадович Самадов (тадж. Абдуҷалил Аҳадович Самадов; 4 ноября 1949, Ленинабад, Таджикская ССР, СССР — 18 марта 2004, Москва, Россия) — таджикский политический и государственный деятель, премьер-министр Таджикистана (1993—1994).

## Биография и карьера
В 1969 году окончил Московский институт народного хозяйства им. Г. В. Плеханова. За период с 1969 до 1982 года прошёл путь от научного сотрудника Института экономики АН Таджикской ССР до заведующего отделом НИИ экономики и экономико-математических методов планирования Госплана Таджикской ССР. Защитил диссертацию и получил степень кандидата экономических наук.
- С 1982 до 1988 года работал начальником отдела, а с 1988 по 1990 год — заместителем председателя Госплана Таджикской ССР.
- В 1990—1991 годах был заместителем председателя Совета министров — председателем Государственной комиссии по экономической реформе Совета министров Таджикистана.
- С января 1991 по февраль 1992 года — заместитель председателя кабинета министров Таджикистана.
- С ноября 1992 по декабрь 1993 года — заместитель председателя Совета министров Таджикистана.
- C 18 июля до 18 декабря 1993 года был исполняющим обязанности премьер-министра Таджикистана.
- С 18 декабря 1993 по 2 декабря 1994 года — премьер-министр Таджикистана.
- С декабря 1994 по январь 1995 года — член коллегии МЭК Экономического Союза СНГ от Республики Таджикистан.

С 1995 года после начала гонений на худжандский клан со стороны президента Эмомали Рахмонова находился в открытой оппозиции к власти. 30 июля 1996 года основал совместно с двумя другими бывшими премьер-министрами, выходцами из Худжанда, Абдумаликом Абдулладжоновым и Джамшедом Каримовым Движение национального возрождения (ДНВ).
Жил в эмиграции в России.
Умер в 2004 году в Москве, похоронен в Таджикистане.